# 松尾貴史
松尾 貴史（まつお たかし、1960年〈昭和35年〉5月11日 - ）は、日本の俳優、タレント、コラムニスト。本名は岸 邦浩（きし くにひろ）。旧芸名はキッチュ。キッチュは現在の芸名になってからも愛称として使用されている（特に明石家さんま等関西出身の芸人・タレントから呼ばれている）。所属事務所は古舘プロジェクト。
演劇ユニット・AGAPE storeの座長のほか、日本文藝家協会会員、雑誌『季刊25時』編集委員（一時休刊中）。元京都造形芸術大学芸術学部映画学科客員教授。

## 来歴
- 兵庫県神戸市出身[1]。大阪商業高等学校、大阪芸術大学芸術学部デザイン学科グラフィック・デザイン専攻卒業[1]。
- 1981年、イラストレーター佐々木侃司のアニメーション作品にオノマトペによる吹き替えで出演。
- 1982年、大阪芸術大学の教授だった脚本家の依田義賢の勧めで、ギャグ・パフォーマンスのカセットテープを新名義一と共同で制作・録音して配り歩く。「劇団120パーセント」の舞台ナレーションや、学生バンドのコンサートの司会などの地道な活動を続ける。
- 1983年、母校の大阪芸大基礎造形研究室に、非常勤職員として勤務[3]。この時、夕方以降の時間が空いていたことで何か習い事をしようと思い立ち「共通語がしゃべれる」というのが一番役立ちそうだと思ったことから、アナウンススクールに入学、在学中からCMナレーションなどを担当[3]。
- 1984年、大学非常勤職員の傍らDJとして勤めていた大阪・北新地のディスコ「クレオ・パラッツィ」店内でスカウトされ、大滝エージェンシーに所属。「キッチュ」（Kitsch）の芸名でテレビデビュー。「キッチュ（kitsch）」の語源はドイツ語の美術用語で、「まがいもの・粗悪品・俗悪趣味」などを意味する[3]。
- 1986年、中島らも主宰の劇団「笑殺軍団リリパットアーミー」の旗揚げに参加し、約4年間在籍。
- 1989年 元日付けで株式会社古舘プロジェクトに移籍。4月3日、芸名を「松尾貴史」に変更、メインの表記も改める。「『トークシャワー』（フジテレビ）のレギュラーが決まった時に、報道部からキッチュという名前が難色を示されて変えることになった」とのことで、「売れている人はみんなあ段で始まる名前が多い（この時本人がここで挙げていた有名人はタモリ、（ビート）たけし、明石家さんま、桂三枝、萩本欽一、近藤真彦、田原俊彦、マイケル・ジャクソン、マドンナ）から、同じあ段で始まる名前がいい」と言った所、古舘プロジェクトの当時の社長が「自分の名前（たかし）はどうだ」と言われたといい、本人は『ウルトラQ』の登場人物にちなんだ「万城目」や「ちょうさかべもとちか」といった名前も考えていたが、事務所に提案したところ「うそくさい」という理由で却下されたという。結局全て丸投げして事務所任せにしたところ、古舘伊知郎の妻の旧姓「松尾」に、古舘プロジェクト社長の名前と同音の「貴史」（貴史は本名の「きし（岸）」と読める字を当てた）を合わせた芸名に決定した[4][5]。同時に、活動の拠点を東京に移す。
- 1993年4月、奥野敦士、勝村政信、原田喧太、川村カオリ、BUCK-TICKの樋口豊らとバンド「ポークソテーズ」を結成。楽曲「ハンバーグの作り方」が、2か月間NHK『みんなのうた』で放送される。
- 1996年、G2と、ライブ「人格懐疑室」を青山円形劇場で催す。
- 1998年、演劇ユニット「AGAPE store」を結成、年に1、2度の公演を続ける。
- 2002年、正式にリリパット・アーミーを退団。
- 2008年、京都造形芸術大学准教授に就任[6]。映画学科で演技の指導などを担当する。
- 2009年、下北沢にカレーショップ「般゜若（パンニャ）」をオープンさせる。
- 2010年、京都造形芸術大学客員教授に就任。
- 2013年、雑誌「季刊25時」創刊。
- 2019年、2018年に上演された二兎舎公演『ザ・空気 ver.2 誰も書いてはならぬ』での演技で、読売演劇大賞優秀男優賞を受賞。
- 2021年12月15日、肺塞栓症のため緊急入院したことを発表[7]。主演舞台『鷗外の怪談』の12月公演は中止となった[7]。
- 2021年12月17日、二兎舎公演『鷗外の怪談』での演技で、第56回紀伊國屋演劇賞個人賞を受賞[8][注 1]。
- 2022年2月25日、二兎舎公演『鷗外の怪談』での演技で、第29回読売演劇大賞優秀男優賞を受賞[9]。
- 2024年8月と12月に肺塞栓症のカテーテル手術を受ける[10]。

## 出演

### 情報・バラエティ番組
NHK
情報ジャンル
| 期間           | 期間           | 番組名                       | 役職                 |
| -------------- | -------------- | ---------------------------- | -------------------- |
| 1985年10月     | 1988年3月      | スタジオL                    | 木曜日レギュラー司会 |
| 2007年11月19日 | 2007年11月19日 | スタジオパークからこんにちは | ゲスト出演           |

音楽・教育ジャンル・その他
- 音楽・夢コレクション（司会者）
- 夜にありがとう（司会者）
- ワールドウォッチング（キャスター）
- 素敵な土曜日 平成小町（司会者）
- 夢用絵の具（ナレーション）
- クイズターンオーバー（第2回）（1991年、ホリプロと共同制作）司令塔、QBとして出演。
- 熱血!オヤジバトル（福岡局制作）毎年、清水ミチコ（2011年度から降板）と司会を務めている。

日本テレビ系
情報ジャンル
| 期間         | 期間      | 番組名                                           | 役職                 |
| ------------ | --------- | ------------------------------------------------ | -------------------- |
| 2003年7月    | 2015年3月 | たかじんのそこまで言って委員会（読売テレビ制作） | 不定期出演           |
| 2006年8月1日 | 時期不明  | 情報ライブ ミヤネ屋（読売テレビ制作）            | 火曜日パネリスト出演 |
| 2010年4月    | 現在      | す・またん（読売テレビ）                         | ゲスト出演           |

バラエティジャンル
- なげやり倶楽部（1985年、読売テレビ）
- GoGo!テレビ星人（読売テレビ制作）
- クチコミ新発見!旅ぷら（読売テレビ、ナレーター）
- AKBと××!（読売テレビ）

テレビ朝日系
情報ジャンル
| 期間       | 期間      | 番組名                   | 役職                                                       |
| ---------- | --------- | ------------------------ | ---------------------------------------------------------- |
| 1989年7月  | 現在      | ビートたけしのTVタックル | ゲスト出演                                                 |
| 2001年10月 | 2017年9月 | SmaSTATION!!             | ナレーション                                               |
| 2007年7月  | 2011年3月 | スーパーモーニング       | レギュラーコメンテーター ※『ちりとてちん』出演時は一時降板 |
| 2011年4月  | 2015年3月 | モーニングバード!        | 木曜日レギュラーコメンテーター                             |

バラエティジャンル
- 決定!これが日本のベスト（ナレーション）
- 芸能界うんちく王スペシャル（2004年4月）
- タモリ倶楽部（MC、不定期）※同番組タモリ電車クラブシルバー会員でもある。

TBS系
情報ジャンル
| 期間           | 期間           | 番組名                       | 役職                                                 |
| -------------- | -------------- | ---------------------------- | ---------------------------------------------------- |
| 1985年10月     | 1986年9月      | アッコにおまかせ!            | 総合司会 ※本人の愛称『キッチュ』名義として番組を進行 |
| 1999年10月     | 2019年9月      | ちちんぷいぷい（毎日放送）   | コーナー出演                                         |
| 2002年10月     | 2003年3月      | サタモニ!                    | レギュラー司会                                       |
| 2008年4月      | 2024年3月      | 住人十色（毎日放送ローカル） | レギュラーMC                                         |
| 2012年4月      | 2013年3月      | プリプリ（毎日放送ローカル） | 木曜日準レギュラー出演                               |
| 2022年10月16日 | 2022年10月16日 | サンデーモーニング           | ゲスト出演                                           |

バラエティジャンル
- 平成名物TVヨタロー（1990年 - 1991年、司会者）
- 東京知恵熱娘（司会者）
- 歓楽街行進曲（毎日放送）
- たけし・所のドラキュラが狙ってる（毎日放送制作、不定期）
- 筋肉番付シリーズ（番組スタート - 1998年頃、ナレーション）
- 世界バリバリ★バリュー（毎日放送制作、ナレーション）
- たかじんONE MAN（毎日放送ローカル）

テレビ東京系
情報ジャンル
| 期間       | 期間      | 番組名                | 役職           |
| ---------- | --------- | --------------------- | -------------- |
| 1997年10月 | 1998年9月 | 10時奥さまプラーザ    | レギュラー司会 |
| 1998年10月 | 2000年3月 | 素敵にワイド!ほっと10 | レギュラー司会 |

バラエティジャンル
- クイズ赤恥青恥（1995年 - 2002年、準レギュラー）
- ASAYAN（1998年4月 - 2001年4月、ナレーター）
- クエス・ファイブ

フジテレビ系
情報ジャンル
| 期間         | 期間          | 番組名                    | 役職             |
| ------------ | ------------- | ------------------------- | ---------------- |
| 1989年4月3日 | 1989年9月29日 | トークシャワー            | 司会             |
| 2015年4月    | 2022年3月     | バイキング→バイキングMORE | 準レギュラー出演 |

バラエティジャンル
- 夕やけニャンニャン（火曜日、コーナー司会者）
- 森田一義アワー 笑っていいとも!（1989年 - 1990年、火曜日コーナー司会者）
- すとらびん式（1991年 - 1992年、関西テレビローカル、土曜深夜、司会者）
- ディープ・キッチュ（1992年関西、テレビローカル、土曜深夜、司会者）
- 知ってどうする!?（1992年 - 1993年、関西テレビローカル、土曜深夜、司会者）
- ラスタとんねるず'94（1994年、羽田ツトム(声)ほか）
- たほいや（1993年）
- チョナン・カン、チョナン・カン2（ナレーション） - キッチュ名義
- クイズ!ヘキサゴン
- ネプリーグ
  - 2005年5月2日 インテリチーム
  - 2005年8月29日 インテリチーム
  - 2007年6月25日 ネプチューンチーム
  - 2008年5月12日 インテリチーム
  - 2008年8月18日 コメンテーターチーム
  - 2009年2月9日 インテリチーム
  - 2009年12月7日 インテリチーム
  - 2009年12月21日 ネプリーグ最強漢字軍団
- Beポンキッキ（BSフジ、コーナーアニメ「いじいじくん」声の出演）
- たかじん胸いっぱい（関西テレビ／準レギュラー）

TwellV
- 松尾貴史の落語BAR

その他
- 音のひみつ（Music Japan TV、ナビゲーター）
- サントリーTVショッピング あなたにいきいきエイジング!（2006年、ナビゲーター）
- ホレゆけ!スタア☆大作戦 〜まりもみ危機一髪!〜 第6話（2007年、キューブ・ポニーキャニオン、ゲスト）
- 西部邁ゼミナール（2011年、TOKYO MX、ゲスト）[12]
- ザ・ベスト日本映画専門チャンネル（2012年 - 2013年、司会）
- 演劇人は、夜な夜な、下北の街で呑み明かす…（2016年4月28日、BSスカパー）

### テレビドラマ
- 部長刑事（1989年、ABCテレビ） - 木内刑事 役
- 日本一のカッ飛び男（1990年、フジテレビ）
- 世にも奇妙な物語（フジテレビ）
  - 「あの日に帰りたい」（1991年1月17日） - 江森和彦 役
  - ’23 夏の特別編「お姫様クラブ」（2023年6月17日） - 支配人・比目野明星 役[13]
- 噺家カミサン繁盛記（1991年、フジテレビ） - 青葉亭喜久丸 役
- ドラマ新銀河 これでいいのだ（1994年8月 - 9月、NHK） - 編集者 役
- 木曜の怪談 MMR未確認飛行物体（1996年、フジテレビ） - 佐藤副編集長 役
- 古畑任三郎「vsクイズ王」（1996年2月14日、フジテレビ） - 岸 役
- 月曜ドラマスペシャル（TBS）
  - フォトグラファー桜井美由紀2（1997年10月20日） - 松家良成 役
  - フォトグラファー桜井美由紀3（1998年8月24日）
- 金曜エンタテイメント 音の犯罪捜査官 響奈津子1 いたずら電話殺人事件（1996年3月1日、フジテレビ） - ビデオ店店員 役
- 明石家さんまドラマSP 星に願いを（1998年4月1日、日本テレビ）
- ズッコケ三人組2（1999年、NHK） - 怪盗X 役
- 安楽椅子探偵、再び（2000年、ABCテレビ） - ストーリーテラー
- ふしぎな話 第三話「ゴーストティーチャー」（2000年、毎日放送）
- 悪意（2001年、NHK）
- 火曜サスペンス劇場（日本テレビ）
  - 夢を喰う男（1990年11月27日、東北新社）
  - 警部補 佃次郎14 永遠のナゾ（2002年3月12日）- 画家・田沼透 役
- 女と愛とミステリー 京都グルメ旅行殺人事件（2002年2月20日、テレビ東京）‐ 巻修斗 役
- 相棒（テレビ朝日） - 吉田一郎 役
  - season2 第13話（2004年1月）
  - season11 第7話（2012年11月）
  - season13 第1話（2014年10月）
- 月曜ミステリー劇場「森村誠一サスペンス4 街」（2004年、TBS） - 梅沢貴也 役
- がきんちょ〜リターン・キッズ〜（2006年、毎日放送・TBS） - 早瀬文徳 役
- 大河ドラマ（NHK）
  - 義経 第28回 - 最終回（2005年7月17日 - 12月11日） - 大江広元 役
  - 龍馬伝 第29回 - 第44回（2010年7月18日 - 10月31日） - 岩堀文治郎（長崎奉行所与力） 役
  - おんな城主 直虎 第26回 - 第28回（2017年7月2日 - 16日） - 伊勢屋 役
- 華麗なる一族（2007年、TBS） - 杉浦 役
- 連続テレビ小説「ちりとてちん」（2007年、NHK） - 磯七 役
- アベレイジ（2008年3月29日、フジテレビ） - 上司 役
- Around40〜注文の多いオンナたち〜（2008年4月 - 6月、TBS） - 川崎謙吾 役
- オトコマエ!2（2009年10月24日、NHK） - 潮五郎 役
- 水戸黄門 第42部 第8話「死ぬ気で生きろ! -丸岡-」（2010年11月29日、TBS / C.A.L） - 近松門左衛門 役
- 月曜ゴールデン「北海道警察 笑う警官」（2013年7月29日、TBS） - 沢村邦明 役
- 新春ドラマスペシャル “新参者”加賀恭一郎「眠りの森（2014年1月2日、TBS） - 富井刑事 役
- ドクターX〜外科医・大門未知子〜 第4話（2014年10月30日、テレビ朝日） - 四方宏 役
- 神戸在住（2015年1月17日、サンテレビ） - 小西健 役
- ドラマスペシャル 家政婦は見た! 第2作（2015年12月5日、テレビ朝日） - マーク・サカモト 役
- TBS年末スペシャルドラマ「赤めだか」（2015年12月28日、TBS） - ナマス亭パンニャ 役
- 獣になれない私たち（2018年10月10日 - 12月12日、日本テレビ） - タクラマカン斎藤 役
- THE GOOD WIFE / グッドワイフ 第7話・第8話（2019年2月24日 - 3月3日、TBS） - 上森孝明 役
- インハンド（2019年4月12日 - 6月21日、TBS） - 大谷透 役
- おしい刑事（2019年5月5日 - 26日、NHK BSプレミアム） - 館市護 役
- NHKスペシャル シリーズ 体感 首都直下地震「パラレル東京」（2019年12月2日 - 5日、NHK総合） - 佐久間徹 役
- 黒蜥蜴-BLACK LIZARD-（2019年12月29日、NHK BSプレミアム） - 怪人二十面相 役
- 佐方貞人シリーズ（テレビ朝日） - 本橋信次郎 役
  - 検事・佐方 〜裁きを望む〜（2019年12月26日）
  - 検事・佐方 〜恨みを刻む〜（2020年9月6日）
- ハムラアキラ〜世界で最も不運な探偵〜（2020年1月24日 - 3月6日、NHK総合） - 野々村 役
- バイプレイヤーズ 〜名脇役の森の100日間〜（2021年、テレビ東京）
- いりびと-異邦人-（2021年11月28日 - 12月26日、WOWOW） - 美濃山俊吾 役
- インビジブル 第1話（2022年4月15日、TBS） - 小野塚邦男 役
- 探偵が早すぎる〜春のトリック返し祭り〜  第8話（2022年6月2日、日本テレビ） - 研究施設所長 役
- 持続可能な恋ですか?～父と娘の結婚行進曲～ 第8話（2022年6月14日、TBS） - 恩師 役
- 初恋の悪魔 第1話（2022年7月16日、日本テレビ） - 一文字萬太郎 役
- ユニコーンに乗って 第5話 - 第8話（2022年8月3日 - 8月23日、TBS） - 永瀬拓也 役
- 何かおかしい 2 第1話（2023年4月5日、テレビ東京） - 河園哲也 役[14]
- ソロ活女子のススメ3 第5話（2023年5月4日、テレビ東京） - 男性一人客 役[15]
  - ソロ活女子のススメ5 第9話（2025年5月29日） - 男性客 役[16]
- きのう何食べた? Season2 第3話（2023年10月21日、テレビ東京） - 航の父 役
- RoOT / ルート（2024年4月3日 - 6月5日、テレビ東京） - 笑風亭呑楽 役[17][18]
- 過保護な若旦那様の甘やかし婚（2024年5月24日 - 6月28日、毎日放送） - 桐谷讓 役[19]

### ウェブドラマ
- 特命係長 只野仁 AbemaTVオリジナル2（2017年 - 2018年、AbemaTV） - 本間ジャパンテレビ営業部長 役

### 映画
- 「さよなら」の女たち（1987年）
- レディ!レディ READY!LADY（1989年）
- シンデレラ・エクスプレス（1990年）
- ザ・採用マン（V）（1991年）
- 爆BAKU!（1992年）
- 眠らない街・新宿鮫（1993年）
- 愛の新世界（1994年）
- 四姉妹物語（1995年） - 木下 役
- ガメラ 大怪獣空中決戦（1995年） - タクシーの運転手
- 眠れる美女（1995年） - 増井 役
- That's カンニング! 史上最大の作戦?（1996年） - 的中助手 役
- シャ乱Qの演歌の花道（1997年） - マネージャー
- THE DEFENDER（1997年）
- 大安に仏滅！？（1998年）
- 死神パラダイス（1999年）
- ジュブナイル（2000年） - 三沢 役
- 『東京☆ざんすっ〜それが日本人ってもんだろうが!〜』内オムニバス「『優しさ』の国」（2001年）
- ゴジラシリーズ
  - ゴジラ・モスラ・キングギドラ 大怪獣総攻撃（2001年） - 警官 役[2]
  - ゴジラ FINAL WARS（2004年） - テレビ討論会パネラー 役[2]
- 『マネーざんす』内オムニバス「GO!GO!宇宙ドクターズ」（2001年） - ナレーション
- ホテル・ビーナス（2004年）
- ALWAYS 三丁目の夕日（2005年） - 不動産屋 役
- 日本沈没（2006年）
- 日本以外全部沈没（2006年） - 森田良純 役
- パッチギ! LOVE&PEACE（2007年） - ギャグ好きのおじさん 役
- 能登の花ヨメ（2008年） - 鹿島 役
- デメキング（2009年） - マリンパーク所長 役
- 黄金花（2010年） - 医師 役
- お前の母ちゃんBitch!（2010年） - 占い師 役
- らもトリップ（2011年） - 萩本 役
- びんた（2011年） - 菅直人似の男 他
- カミハテ商店12012年） - 酔客 役
- 神戸在住（2015年） - 小西健 役
- 花と雨（2020年） - 大学教授 役
- キネマの神様（2021年） - キャメラマン・森田 役
- 白鍵と黒鍵の間に（2023年） - 熊野 役[20]
- 敵（2025年1月17日）[21]
- サンセット・サンライズ（2025年1月17日）[22]
- ぶぶ漬けどうどす（2025年6月6日） - 澁澤達雄 役[23]

### テレビアニメ
- 名探偵コナン「テレビ局殺人事件」（1996年） - 松尾貴史（本人） ※『名探偵コナン』の原作者・青山剛昌に「自分も出して欲しい」と頼んだところ犯人として出演（11巻収録）、アニメ化の際にも声優として本人役で出演を果たした
- 兵庫のおじさん（2007年） - 兵庫のおじさん

### 劇場アニメ
- がんばれ!! タブチくん!!初笑い第3弾 あゝツッパリ人生（1980年） - オカダ
- フランダースの犬（1997年） - 審査員

### OVA
- GoGo虎ェ門（1986年）

### ゲーム
- キングダム ハーツII（2005年） - 商人

### 吹き替え

#### 映画
- アメリカン・ブルーパーズ（クロンカイト）
- ナンズ・オン・ザ・ラン 走れ!尼さん（エリック・アイドル、ロビー・コルトレーン）
- 火星人ゴーホーム!（登場する火星人すべて）
- プリンス&プリンセス（青年、少年、老婆 他）

#### アニメ
- アラジン（ペドラー）
- サウスパーク（マッケイ、トァン・ルー・キム、Mr.ハンキー、サタン 他）
- レオ (2023年のアメリカ映画)（英語版）（スクワートル）

#### 人形劇
- チーム★アメリカ/ワールドポリス（キム・ジョンイル）
- ドラムカンナの冒険（ダンディー・バリトン、とっくりんぞう、ガラス皇帝）

#### その他
- リチャード・シモンズのスリムな料理SHOW（リチャード・シモンズ）

### ビデオ・DVD
- キッチュの朝までナメてれば（ポニー・キャニオン）
テーマは「どうするどうなる武田鉄矢」。朝まで生テレビの模倣で、当時松尾が持ちネタにし、冗談画報などでも披露していた「ひとり朝まで生テレビ」のビデオ版。松尾が司会の田原総一朗を始め、二十人以上ものパネリストのものまねをし、武田を原子力発電・放射能に置き換えた疑似討論を一人で行う（進行役はフジテレビアナウンサーの牧原俊幸が渡辺宜嗣に、フリーアナウンサーの中安みゆきが美里美寿々に扮して行う）。本格的なCG技術が開発される前であり、クロマキーやダミー等を駆使し、松尾がものまねするパネリスト全員が揃って討論しているように見えるよう製作されている。
- キッチュの朝までもっとナメてれば（ポニー・キャニオン）
テーマは「どこへ行く 須藤とニッポン」。朝まで生テレビの模倣ビデオ第二弾で、須藤甚一郎をエイズに置き換えた疑似討論を一人で行う（進行役は松尾が渡辺宜嗣に、フジテレビアナウンサーの八木亜希子が美里美寿々に扮して行う）。
- ビデオエッグ（構成：北吉洋一。共演：戸川純、久住昌之、内田春菊）
- ニュースCOMステーション23（ポニー・キャニオン、構成：加藤芳一）
- 松尾貴史のフロッグマンショー（テリー伊藤企画、高橋がなりプロデュース、宮沢章夫演出）
- スーパー人形劇 ドラムカンナの冒険 Vol.1-3（NHKソフトウェア） - ダンディー・バリトン、とっくりんぞう、ガラス皇帝
- ビーロボカブタック クリスマス大決戦!!（東映） - 津田沼丑松
- キッチュニア（アニマックス） - 全3巻

### ラジオ
- 新・話の泉（NHKラジオ第1）
- FMシアター （NHK-FM）
  - 虫歯とタクシー、その他の不幸（1997年3月1日）[24]
  - お喋り童子（1998年2月21日）[25]
  - ニンに合わない（2012年9月1日） - 秋月亭菊輔 役[26]
- 年忘れ青春アドベンチャー 干支シリーズ（NHK-FM）
  - 俵のねずみがマウスでチュー！（2007年12月17日 - 21日）[27]
  - モー、ギュゥー！っとして（2008年12月15日 - 19日）[28]
- トーキング ウィズ 松尾堂（NHK-FM）
- NISSANミッドナイトステーション やんぐひぽぽたます（TBSラジオ）[1]
- 梨元勝のマル秘リクエスト（TBSラジオ）
- 夢★夢Engine!（TBSラジオ）
- 土曜ワイドラジオTOKYO ナイツのちゃきちゃき大放送（TBSラジオ）
- キッチュ!夜マゲドンの奇蹟（文化放送）
- TOYOTA ラジオジョークブック（文化放送）
- ラジオショック!うわさのTOP40（ニッポン放送）[1]
- 由貴とキッチュの夜にもふかしぎ（ニッポン放送）[1]
- ロッテヤンスタNo1（ニッポン放送。担当期間は1985年10月 - 1988年6月）
- 宮崎駿の雑想ノート　第4話「Q.ship」（1995年12月17日、ニッポン放送）
- データ大作戦 ラジオキッチュ（朝日放送）※平日はABCヤングリクエスト→ABCラジオジラ→ABCラジオファンキーズ内で放送されたコーナー番組であったが、土曜・日曜は独立番組として放送[1]
- ABCラジオファンキーズ水曜（朝日放送。担当期間は1987年10月 - 1988年3月）
- おっと!モモンガ木曜（ラジオ大阪）
- ローソンサンデー フレッシュスター（ラジオ大阪）[1]
- 小学館 音の仲間たち（エフエム東京）
- キッチュのバーチャル・プレイ・ゾーン（TOKYO FM）
- NISSAN DUALIS METROPOLIS ACADEMY（J-WAVE：2007年4月 -）
- キャンパスクラブ（ハマラジ）
- 阪急戯画街道（FM大阪）
- チダラマッカ（NACK5）
- ラジオ・ヘブン（エフエム愛知）

### CD
- KITSCH（アルファ・ムーン、デビューアルバム）
- ヤマアラシとその他の変種（東芝EMI） - ゲスト（ケラリーノ・サンドロヴィッチプロデュース、コント台本：吉田戦車）
- グレーテスト・ソング・オブ・オール - シングル（コーラス：高橋幸宏・鈴木慶一・ちわきまゆみ）
- キッチュのラジオ大魔術團（東芝EMI、宮沢章夫プロデュース、共演：山田康雄、納谷悟朗、青野武、松尾スズキ、他）
- ブルー・フィルム 新・スネークマン・ショー1 - 4 (アルファレコード、桑原茂一プロデュース）
- スネークマン・ロック・ショー - ゲスト（アルファレコード、小林克也プロデュース）
- ピエールとカトリーヌ（アルファレコード） - シングル（藤井千夏とデュエット）
- 松尾貴史のテクノクマヤコン（エイベックス、共演：増山江威子、古谷徹、他）
- カレイなるヒラメ（NHK）
- 純喫茶浪漫（大日本生ゲノムプロデュース、友情主演、共演：前田真里、他）

### CM
- 首都高速・レッツETCデビューキャンペーン（Mr.ETC）
- ブラックニッカクリアブレンド（あふるる期待篇）
- 東京新聞[29]

### 新聞
- 毎日新聞日曜版 連載「ちょっと違和感」（土曜夕刊より移行）
- 東京新聞web版 連載「東京深聞」

### 雑誌
- 週刊朝日 連載「未確認卑怯物体」
- 週刊朝日 連載「サイレント・マイノリティ」
- 季刊をる 連載
- MONOマガジン 連載「超常俗物図鑑」
- BRIO 連載「不法侵入レポート」
- BRIO 連載「接客主義宣言」
- NUMERO TOKYO 連載「松尾貴史が選ぶ今月のシネマ」
- ダイヤモンドZAi 連載「浮世の沙汰も金次第」
- ダイヤモンドZAi 連載「メイクマネー・ルーズマネー」
- 月刊モテカブ 連載「川柳らんこうげ」

### 小説
- 去年はいい年になるだろう 山本弘著 本人役

### 著書
- 『松尾貴史のたかしのしかた』（NHK出版、1992年）ISBN 4140800062
- 『未確認卑怯物体』（朝日新聞社、1992年）ISBN 4022564784
- 『折り顔』（リトルモア、1994年）ISBN 4947648147
- 『カルトの祓い方』（スコラ、1995年）ISBN 4796203001
- 『松尾貴史の会社の掟』（竹書房、1995年）ISBN 488475879X
- 『街角の天才記念物—ヘンな看板、オカしい立札、アヤしい物体、アブない人形…』（日本文芸社、1998年）ISBN 4537026545
- 『業界用語のウソ知識』（小学館、1998年）
- 『オカルトでっかち』（朝日新聞社、1999年）
- 『接客主義』（光文社、2004年）
- 『なぜ宇宙人は地球に来ない？—笑う超常現象入門』（PHP研究所、2009年）ISBN 978-4-569-70645-0
- 『ネタになる「統計データ」』（講談社、2011年）ISBN 978-4062814355
- 『東京くねくね』（東京新聞出版局、2017年）
- 『違和感のススメ』（毎日新聞出版、2019年）
- 『ORIGAO 折り顔』（2020年）
- 『ニッポンの違和感』（毎日新聞出版、2020年）

#### 共著・監修
- 『犬も猫舌—学校では教えることがない知識（笑）』監修（ワニブックス、2003年）ISBN 4847015177
- 『うんちくブック』虎ノ門うんちく共著（双葉社、2003年）
- 『外国人だけが知っている日本の正しい礼儀作法』監修（大和書房、2006年）

## 舞台
- X線の午後（1986年）笑殺軍団リリパット・アーミー公演
- フレームレスTV（1986年）笑殺軍団リリパット・アーミー公演
- セメントラバーズ（1987年）笑殺軍団リリパット・アーミー公演
- ワラワン殿下の失踪と逃走（1988年）笑殺軍団リリパット・アーミー公演
- レディ・モルフェウス（1988年）笑殺軍団リリパット・アーミー公演
- スプーンの上に天使何人とまれるか（1989年）笑殺軍団リリパット・アーミー公演
- 天外綺譚 セイント・イーブル（1990年）笑殺軍団リリパット・アーミー公演
- 壺中天奇聞 フローズンフローラ（1990年）笑殺軍団リリパット・アーミー公演
- イルマヴェップの謎（1994年） 中村有志との二人芝居。演出／加納幸和、PARCO SPACE PART3[30]
- 天外綺譚 セイント・イーブル（1996年）笑殺軍団リリパット・アーミー公演
- 人格懐疑室〜ヒストリー オブ ヒステリー（1996年）青山円形劇場
- ラヴ・レターズ（1996年） 近藤サトとの朗読劇。作／ A.R. ガーニー  演出／青井陽治、PARCO劇場
- 病気（1997年） 作／別役実、演出／ケラリーノ・サンドロヴィッチ。青山演劇フェスティバル 別役実の世界'97
- 超老伝（1998年） AGAPE store公演 作／中島らも 演出／ G2 出演／山西惇、松永玲子
- D/J（1999年） AGAPE store公演 作／山名宏和 演出／ G2 出演／後藤ひろひと、八十田勇一、松永玲子
- 超老伝2000（2000年、再演） AGAPE store公演
- 友情しごき教室（2001年） 劇団そとばこまち公演 演出／生瀬勝久 出演／温水洋一 他
- 公演虎をつれた女（2001年） 笑殺軍団リリパット・アーミー公演
- BIG BIZ 〜宮原木材危機一髪〜（2001年） AGAPE store第一回公演 作／後藤ひろひと 演出／ G2 出演／粟根まこと、松永玲子、八十田勇一 他
- ニッキーズ・パビリオン（2001年） 作・演出／故林広志 出演／ラーメンズ、サモアリナンズ、平田敦子 他
- 地獄八景亡者戯（2002年）AGAPE store公演 脚本／東野ひろあき 演出／ G2 出演／濱田マリ、三上市朗、福田転球 他
- BIG BIZ 〜宮原木材危機一髪〜（2002年,再演）AGAPE store公演
- BIGGER BIZ〜絶体絶命！結城死す？〜（2003年）AGAPE store公演 作／後藤ひろひと 演出／ G2 出演／坂田聡、三上市朗 他
- しかたがない穴（2004年）AGAPE store公演 作／倉持裕 演出／ G2 出演／秋本奈緒美、山内圭哉、松永玲子、小林高鹿 他
- BIGGER BIZ〜絶体絶命！結城死す？〜（2005年、再演）AGAPE store公演 演出／ G2 出演／八十田勇一、後藤ひろひと、坂田聡 他
- 仮装敵国（2005年）AGAPE store公演 作／長塚圭史、ケラリーノ・サンドロヴィッチ、土田英生 他 出演／辺見えみり、春風亭昇太 他
- BIGGEST BIZ 〜最後の決戦！ ハドソン川を越えろ〜（2006年）AGAPE store公演 作／後藤ひろひと 出演／篠原ともえ、菅原永二 他
- 地獄八景 : 浮世百景（2007年）監修／桂米朝 脚本／東野ひろあき 演出／ G2 出演／佐藤アツヒロ、高橋由美子、桂吉弥、市川笑也 他
- からっぽの湖（2008年）AGAPE store 公演 作／枡野幸宏 演出／ G2 出演／田中美里、片桐仁、久保酎吉、ぼくもとさきこ、坂田聡 他
- 踊る!職業不安定所（2008年）小倉久寛ひとり立ち 公演 客演
- ベントラー・ベントラー・ベントラー（2008年）piper 客演 作・演出／後藤ひろひと 出演／山内圭哉、鈴木蘭々 他
- 冬の絵空（2008〜2009年）シアター・ブリーゼ 杮落し公演 出演／藤木直人、中越典子、生瀬勝久 他
- テーブル・マナー（2009年）AGAPE store公演 作／アラン・エイクボーン 演出／ G2 出演／島田歌穂、柳浩太郎、大和田美帆、市川しんぺー 他
- 江戸の青空 Keep on shackin'（2009年）AGAPE store公演 作／千葉雅子 東野ひろあき 演出／ G2 出演／西岡徳馬、須藤理彩、吉田鋼太郎、柳家花緑 他
- 残念なお知らせ（2010年）AGAPE store公演 作／枡野幸宏 演出／G2 出演／片桐仁、新谷真弓、久ヶ沢徹、吉本菜穂子、岩井秀人 他
- 疝気の虫（2010年）下町ダニーローズ公演 作・演出／ 立川志らく 出演／モロ師岡、北原佐和子、森口博子、柳亭市馬、ミッキー・カーチス  他
- 江戸の青空 惚れた晴れたの八百八町（2011年) 作／千葉雅子 演出／G2 出演／坂東巳之助、朝倉あき、植本潤、松永玲子、吉野圭吾 他
- 吉本百年物語 わらわし隊、大陸を行く（2012年) - 石田一松 役
- マイ・フェア・レディ（2013年） 脚本・作詞／アラン・ジェイ・ラーナー 音楽／フレデリック・ロウ 翻訳・訳詞・演出／G2 出演／真飛聖、霧矢大夢、寺脇康文、田山涼成
- 激動 -GEKIDO-（2013年) 作／横田理恵 演出／ダニエル・ゴールドスタイン 出演／ 水川あさみ 別所哲也 桐山漣 細貝圭 奈良坂潤紀 愛名ミラ 森久保祥太郎 竹内良太 他
- シアターBRAVA!10周年記念シリーズ つながる音楽劇 麦ふみクーツェ〜everything is symphony!!〜（東京公演・2015年04月10日-19日、世田谷パブリックシアター 大阪公演・2015年4月23日-26日、シアターBRAVA！）
- オフ・ブロードウェイ・ミュージカル「マーダー・フォー・トゥー」（2016年5月 - 6月、森ノ宮ピロティホール・世田谷パブリックシアター）[31]
- 二兎社四十周年記念公演 『鷗外の怪談』（2021年）作・演出／永井愛[32]
- 七人のおたく cult seven THE STAGE（2023年3月4日 - 12日、紀伊國屋サザンシアターTAKASHIMAYA / 18日・19日、サンケイホールブリーゼ） -高松 役[33]
- 斑鳩の王子 -戯史 聖徳太子伝-（2024年1月 - 2月、IMM THEATER・梅田芸術劇場 シアター・ドラマシティ）[34]
- ダブリンの鐘つきカビ人間（2024年7月3日 - 10日、東京国際フォーラム ホールC / 7月20日 - 29日、COOL JAPAN PARK OSAKA WWホール） - 市長 / 老人 役[35]
- 裸足で散歩（2024年9月下旬 - 11月、東京・大阪・茨城・神奈川・静岡・北海道・愛知・香川 他） - ヴィクター・ヴェラスコ 役[36]
- FOLKER（2025年2月14日 - 23日、堂島リバーフォーラム）[37]
- リンス・リピート -そして、再び繰り返す-（2025年4月17日 - 5月6日、紀伊國屋サザンシアター TAKASHIMAYA / 5月10日・11日、京都劇場） - ピーター 役[38][39]
- ハロルドとモード『HAROLD AND MAUDE』（2025年9月30日 - 10月10日〈予定〉、EX THEATER ROPPONGI / 10月16日 - 18日〈予定〉、森ノ宮ピロティホール）[40]

ほか多数

## 落語
- 神も仏もアルマジロ（作／中島らも）
- くっしゃみ講釈
- 青菜
- 代書
- 住吉駕篭
- はてなの茶碗
- 鷺とり
- 手水廻し
- 高津の富

阪急オレンジルーム（梅田）、紀伊国屋ホール（新宿）、SOMIDOホール（銀座）、ワッハ上方（灘波）、新宿末広亭、天満天神繁昌亭、本多劇場（下北沢）、大銀座落語祭、山本能楽堂（大阪）吉本∞無限大ホール（大阪）など、落語の出演経験あり。
落語会は、桂吉朝と「吉朝・キッチュのメルトダウン落語会」や、立川談春・立川志らくとの三人会、桂米助との二人会、「松尾貴史の横好き落語会」「松尾貴史の横好き落語会2」など、不定期に行っている。
東京都世田谷区経堂の居酒屋「さばの湯」で不定期に行われる演芸会「雑把亭」の席亭を、西郷輝彦と務めている。